# Bartramia nothostricta
Bartramia nothostricta är en bladmossart som beskrevs av Catcheside 1987. Bartramia nothostricta ingår i släktet äppelmossor, och familjen Bartramiaceae. Inga underarter finns listade i Catalogue of Life.